# Porozina
Porozina is een plaats in de gemeente Cres in de Kroatische provincie Primorje-Gorski Kotar. De plaats telt 20 inwoners (2001).